# Dipturus endeavouri
Dipturus endeavouri és una espècie de peix marí de la família dels raids i de l'ordre dels raïformes.
Els adults poden assolir 32,1 cm de longitud total i les femelles 36,7. És un peix de clima tropical i bentopelàgic que viu entre 153-292 m de fondària. Es troba a l'oceà Pacífic occidental a Austràlia.
És inofensiu per als humans.